# Листерман, Пётр Григорьевич
Пётр Григорьевич Листерман (4 октября 1957, Киев) — владелец агентства V.I.P.-знакомств, занимающегося организацией знакомств бизнесменов с молодыми девушками. Персонаж «светской хроники», телеведущий, радиоведущий, писатель. Автор книг «Как запутать олигарха», «Как запутать Листермана».

## Биография
Родители Листермана — преподаватели: отец преподавал историю, мать — английский язык.
Листерман учился в Мордовском государственном университете на строительном факультете.
В Москве Листерман женился на француженке и до начала Перестройки уехал из СССР во Францию.
Во Франции он работал инструктором по горным лыжам и в 1992 году именно Листерман привез первых российских олигархов в Куршевель.
С 1992 года Листерман работал менеджером в парижских модельных агентствах и именно в это время встретился и познакомился в Париже со всеми основными российскими и украинскими олигархами.
В 1997 году Листерман женился на российской фотомодели Кристине Семеновской, которая на тот момент представляла компанию «Christian Dior», получая большие гонорары. Вскоре у них родилась дочь Саша.
Информация о деятельности Листермана и его собственные слова противоречивы. Многие заявления самого Листермана подвергаются сомнению или опровергаются СМИ, которые считают, что Листерман пытается привлечь к себе скандальное внимание и прорекламировать свой бизнес. По словам Листермана, он имеет широкие связи среди российских миллионеров, деятелей шоу-бизнеса.
В 2019 году сам Листерман утверждал, что благодаря ему Джонни Депп познакомился со своей новой невестой русского происхождения, танцовщицей из Санкт-Петербурга Полиной Глен.

## В массовой культуре
Листерман является прототипом одного из героев фильма Андрея Кончаловского «Глянец» — владельца модельного агентства по имени Петя (в исполнении Геннадия Смирнова). Листерман также стал прототипом главного персонажа фильма «Платон», который вышел на экраны в ноябре 2008 года. Главную роль, самого Платона, сыграл Павел Воля. Снимался в клипах украинских поп-групп «uk» («Я такая») и «Пающие трусы» — «Интим не предлагать».
Записал несколько альбомов с рэп-группой «Трэш-шапито КАЧ»

## Появления на телевидении и радио
В 2007—2009 годах — ведущий шоу «Красавицы и чудовище. Будни Пети Листермана» на канале «Муз-ТВ». В сентябре 2012 года — ведущий шоу на телеканале «НТВ» с пометкой 18+ «Звонок судьбы».